# エリアス・ラマエマ
エリアス・フィソアナ・ラマエマ（Elias Phisoana Ramaema、1933年11月10日 - 2015年12月11日）は、レソトの政治家、軍人。1991年5月2日から1993年4月2日まで、同国の政府の長（首相）に相当する軍事評議会議長を務めた。

## 経歴
ラマエマは1987年にジャスティン・レハンヤ少将がクーデターを起こすと、軍事評議会の一員となり大佐となった。しかしレハンヤ政権は独裁の傾向を強めたため、1991年4月30日、ラマエマは無血クーデターを起こしてレハンヤを失脚させ、自らが政権を握った。ラマエマは政権を握ると明確に民主化の方針を打ち出し、政党活動を自由化し、また国王レツィエ3世の要求にしたがって前国王モショエショエ2世の帰国を認めた。民主化選挙は1993年3月27日に実施され、バソト会議党のヌツ・モヘレが勝利したため、ラマエマは彼に政権を譲った。2015年、82歳で死去。

## 日本との関係
1989年1月に昭和天皇が崩御して同年2月24日に皇居で大喪の礼が執り行われたが、ラマエマ軍事評議会委員は、国王モショエショエ2世を代表とする弔問団の一員としてメケツィ駐日次期大使（当時の駐日レソト大使は北京常駐の兼轄）と共に参列した。1990年11月12日に明仁天皇の即位の礼が行われた時点では既に国王が失脚して軍事政権が樹立されており、ラマエマ軍事評議会委員がレソト代表として参列している。